# Flims
Flims (rm. Flem) – miejscowość i gmina w Szwajcarii, w kantonie Gryzonia, w regionie Imboden. Pod względem powierzchni jest największą gminą w regionie. 

## Demografia
We Flims mieszka 2 915 osób. W 2020 roku 25% populacji gminy stanowiły osoby urodzone poza Szwajcarią. 

## Transport
Przez teren gminy przebiega droga główna nr 19.